# Neolissochilus heterostomus
Neolissochilus heterostomus es una especie de peces de la familia de los Cyprinidae en el orden de los Cypriniformes.

## Morfología
Los machos pueden llegar alcanzar los 23,2 cm de longitud total.

## Hábitat
Es un pez de agua dulce.

## Distribución geográfica
Se encuentra en el curso superior del río Irrawaddy (Yunnan, China ).